# Вулиця Михайла Вербицького (Тернопіль)
Вулиця Михайла Вербицького — вулиця в житловому масиві «Канада» міста Тернополя. Названа на честь українського композитора, автора музики до гімну України, державного діяча та священника УГКЦ Михайла Вербицького.

## Відомості
Розпочинається від вулиці Євгена Коновальця, пролягає переважно на північ до вулиці Павла Чубинського, де і закінчується. На вулиці знаходяться багатоквартирні будинки, збудовані у 1980-х роках. Вулиця межує з парком Національного Відродження та Співочим полем.

## Транспорт
На початку вулиці розташована зупинка громадського транспорту, до якої курсує автобус №29.

## Навчальні заклади
- Дитячий садок №33 (Вербицького, 8)
- Гімназія (Вербицького, 3)

## Комерція
- Продуктовий магазин «Калина» (Вербицького, 4А)